# 科卢姆别河
科卢姆别河（俄语：Река Колумбе, Река Кулумбе）或窟窿别河是滨海边疆区红军区的河流，长89公里，流域面积2440平方公里，在距河口302公里处注入大烏蘇爾卡河。

## 引用
1. ↑  黄锡惠. . 1986.
2. ↑  黄锡惠. . 1994.
3. ↑  А·П·穆拉诺夫. . 列宁格勒: 气象出版社. 1966 （俄语）.
4. ↑  . 列宁格勒: 气象出版社 （俄语）.
5. ↑  Т·А·基谢尔科瓦娅. . 列宁格勒: 气象出版社. 1977 （俄语）.
6. ↑  . 国家水登记处.   [2024-08-15]. （原始内容存档于2024-08-15） （俄语）.